# Boulevard de la Chapelle
Die Pariser Straße Boulevard de la Chapelle grenzt das 10. Arrondissement im Zentrum von Paris vom weiter außerhalb liegenden 18. Arrondissement nach Norden hin ab.

## Lage
In der Mitte der Allee verläuft die hier als Hochbahn angelegte Linie 2 der Pariser Metro. Außerdem überquert sie zwei wichtige Gleistrassen der Eisenbahn, zum einen die Zuführung zum Gare du Nord, wenig weiter östlich die zum Gare de l’Est. Die Bahnsteige des Gare du Nord reichen bis unmittelbar an die Brücke des Boulevard de la Chapelle. Die Metrolinie 2 hat am Boulevard de la Chapelle zwei Stationen: Barbès – Rochechouart und La Chapelle.

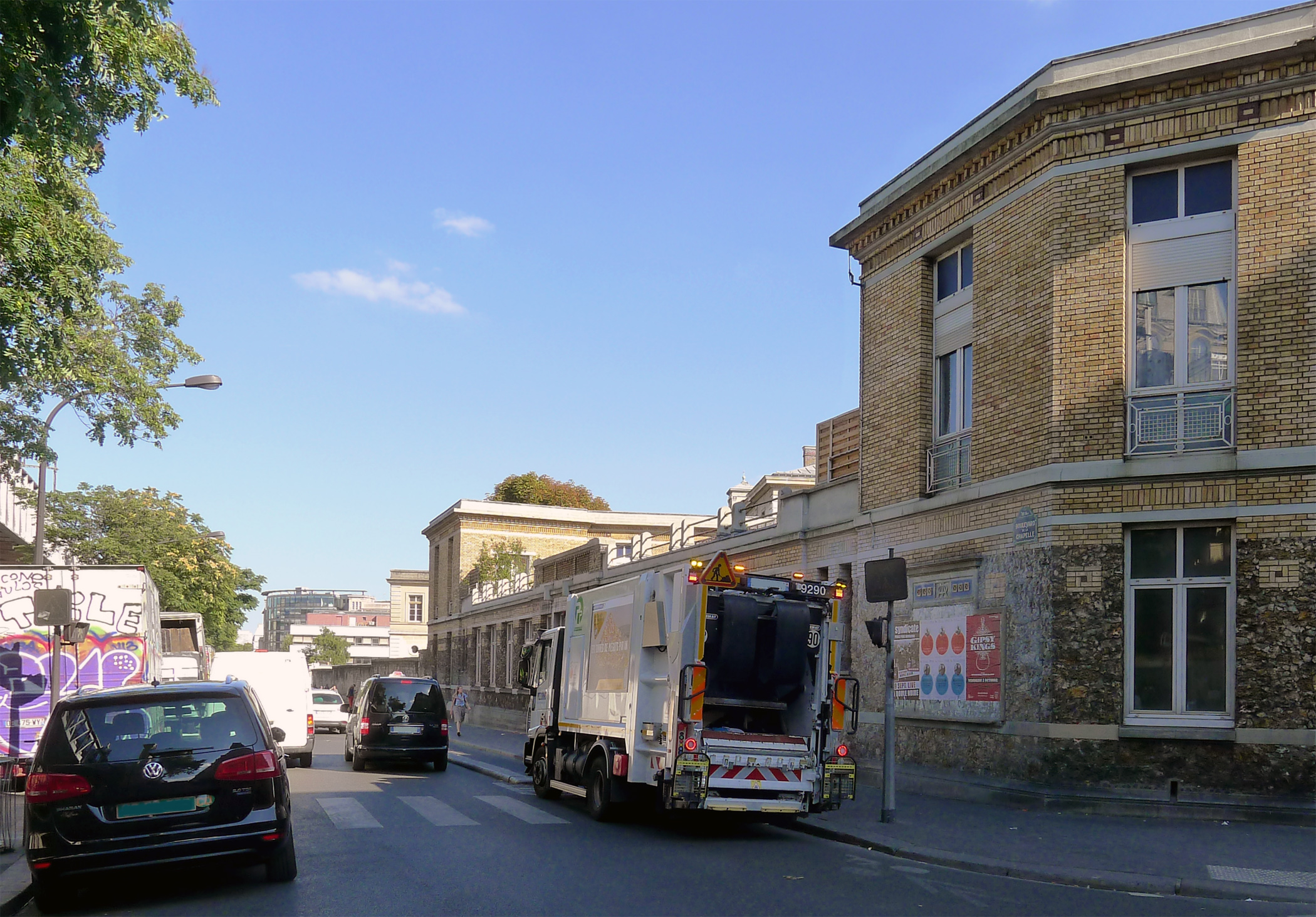
Fahrstraße auf der Seite des 10. Arrondissement (rechts das Hôpital Lariboisière)
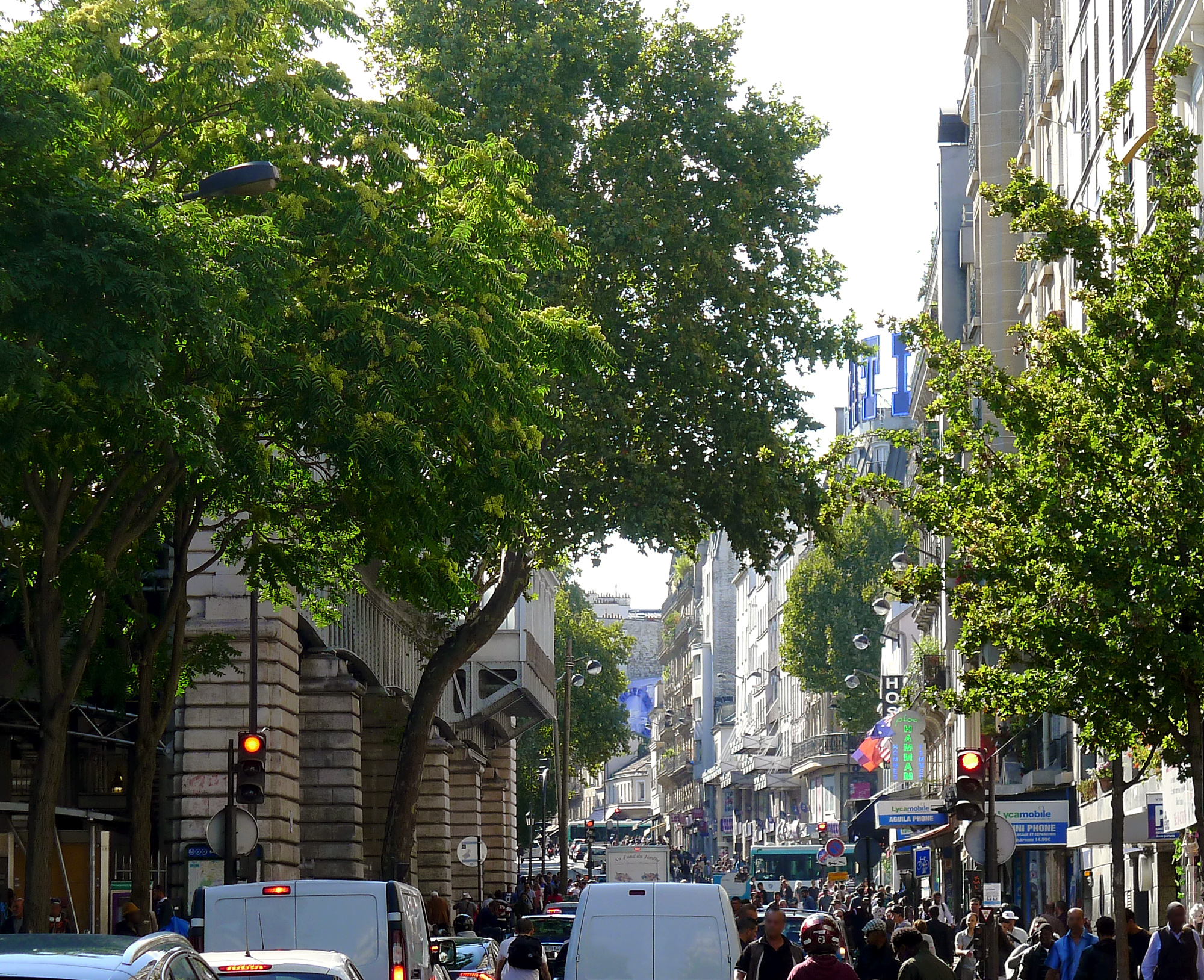
Fahrstraße auf der Seite des 18. Arrondissement

## Ursprungsname
Die Trasse verläuft an der Grenze zur ehemaligen Gemeinde La Chapelle, weshalb die Straße diesen Namen bekam.

## Geschichte

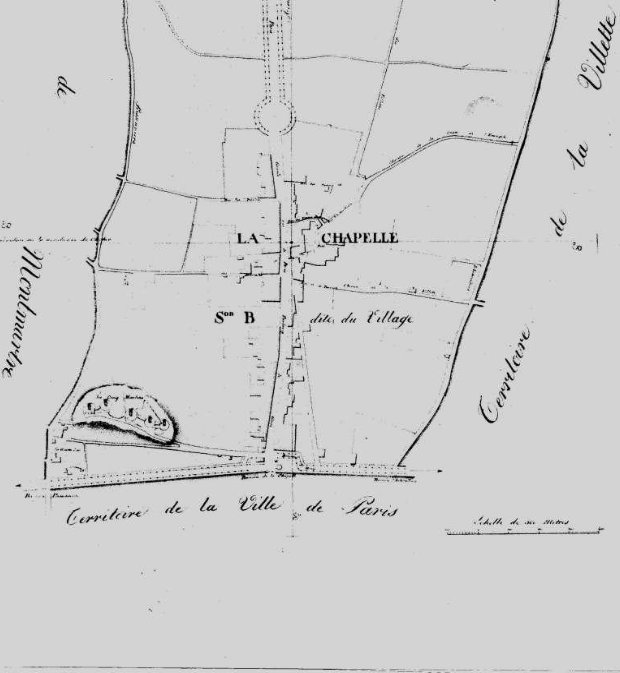
Das alte Viertel Chapelle

Der aktuelle Boulevard verläuft auf der Linie der ehemaligen (städtischen) Zollgrenze (französisch mur d’octroi), die damals (1780) Mauer der Generalpächter hieß. Der Boulevard trennt also Paris von der außerhalb liegenden Gemeinde La Chapelle.
La Chapelle war bis zum Bau der Straße 1860 eine eigenständige Gemeinde und wurde im gleichen Jahr von der Hauptstadt eingemeindet und bildete das Quartier de la Chapelle. Seit dem 1. Dezember 1864 trägt die Straße offiziell ihren Namen. Sie beginnt am Boulevard de Magenta und endet an der Ecke Rue du Château-Landon und Rue d’Aubervilliers. Weiter westlich heißt die Straße Boulevard de Rochechouart, die östliche Verlängerung Boulevard de la Villette. Mit nur 1095 Metern ist er einer der kürzesten Boulevards im Norden von Paris.
Der Bau der Straße fällt in die Zeit des großen Stadtumbaus unter Georges-Eugène Haussmann, bei der die engen Gassen durch breite, prachtvolle Alleen ersetzt wurden. Der Boulevard de la Chapelle ist 42 Meter breit.
Ab 1900 wird das Viadukt der Metrolinie 2 und die Station Boulevard Barbès (heute Barbès – Rochechouart) in die Straßenmitte gebaut. Die Linie nimmt ihren Dienst am 31. Januar 1903 auf.

## Sehenswürdigkeiten
- Nr. 32: Haus in Art déco, ehemaliges Institut für Schweißen und Löten
- Nr. 37bis: ist das 1876 eröffnete Théâtre des Bouffes du Nord mit einer Kapazität von über 500 Sitzplätzen eine wichtige Adresse am Boulevard.
- Das umfangreiche Gelände des Hôpital Lariboisière reicht von der Rue Ambroise Paré von Süden her mit seiner Rückseite bis an den Boulevard.

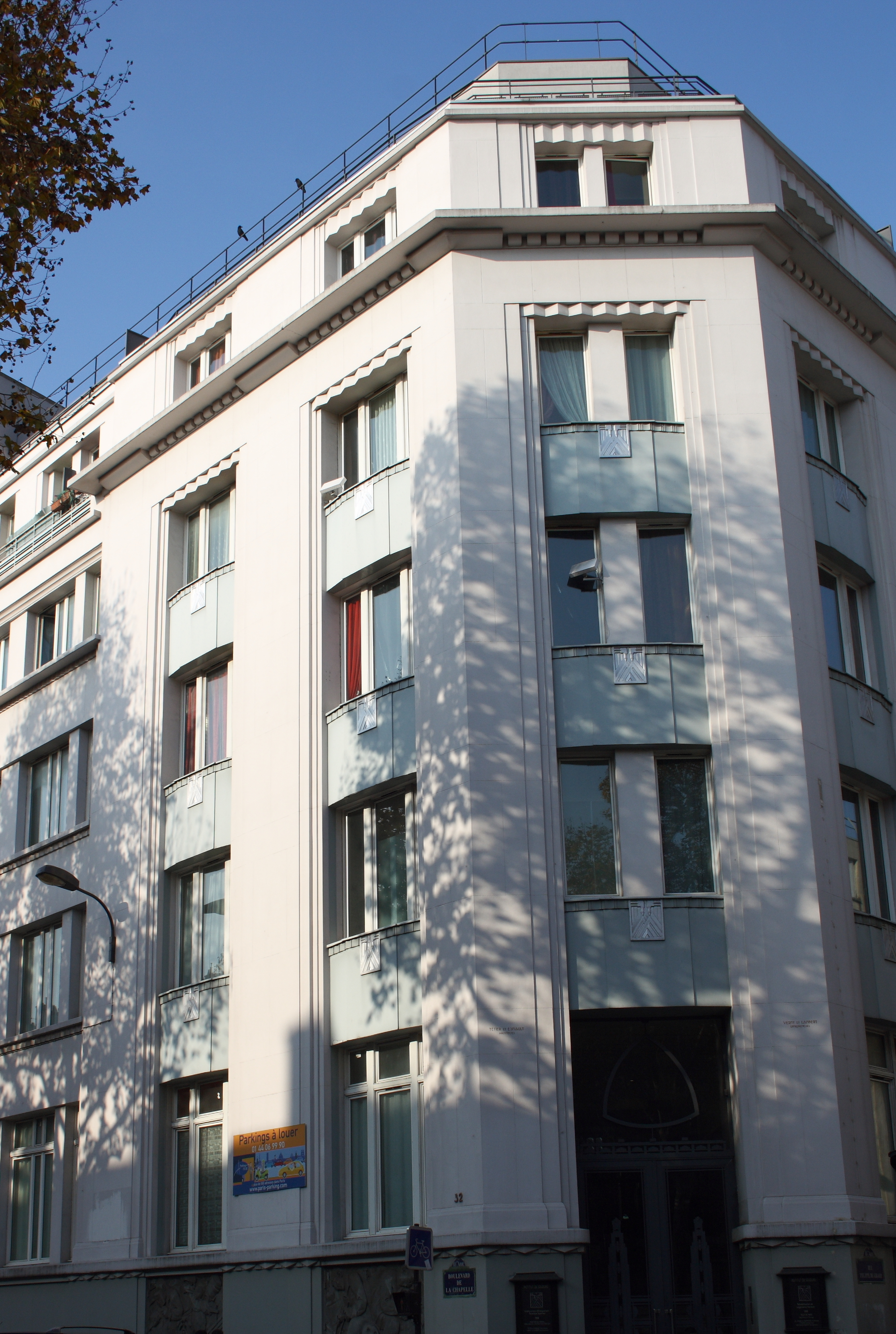
Ehemaliges Institut für Schweißen und Löten
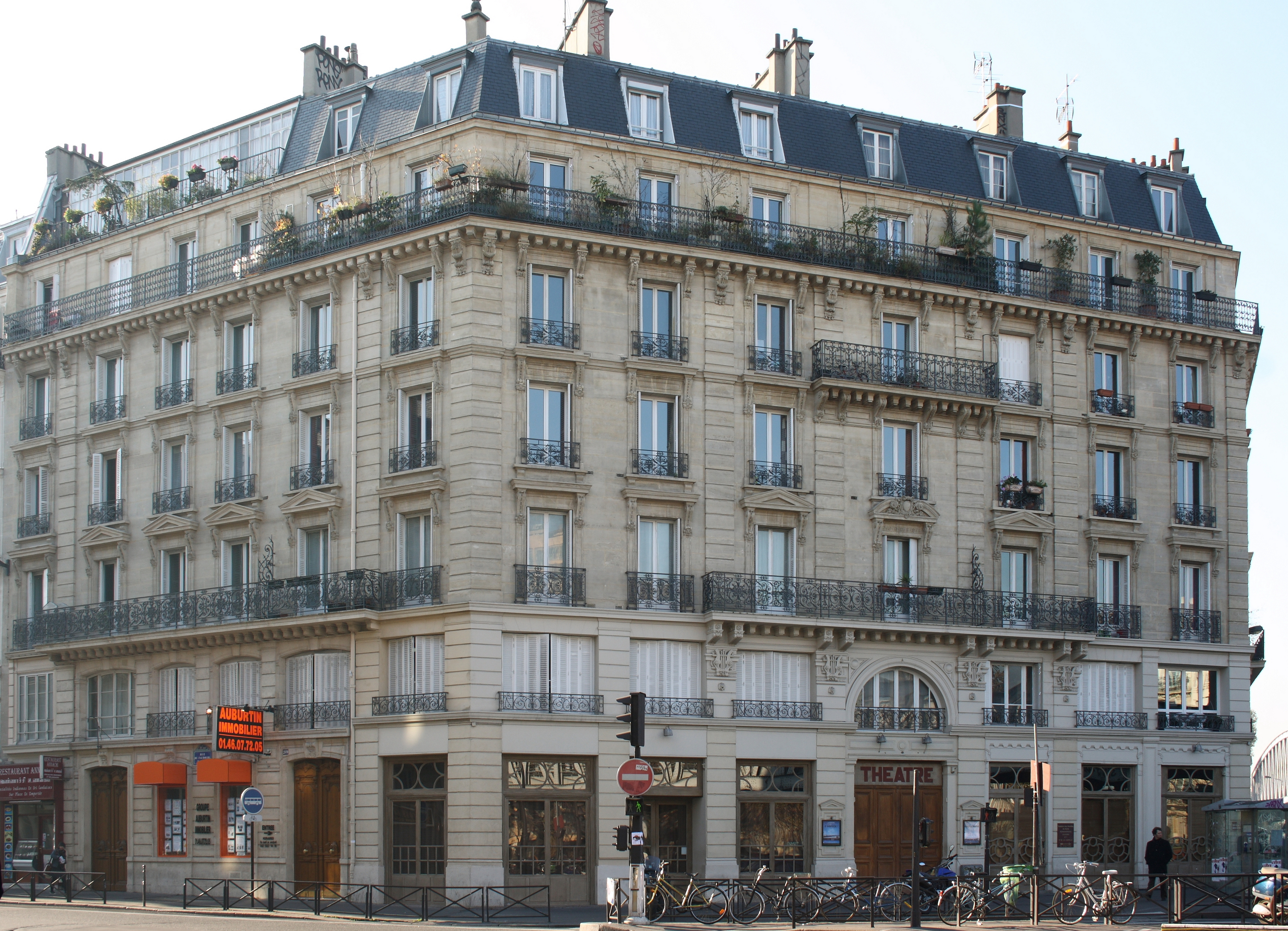
Théâtre des Bouffes du Nord
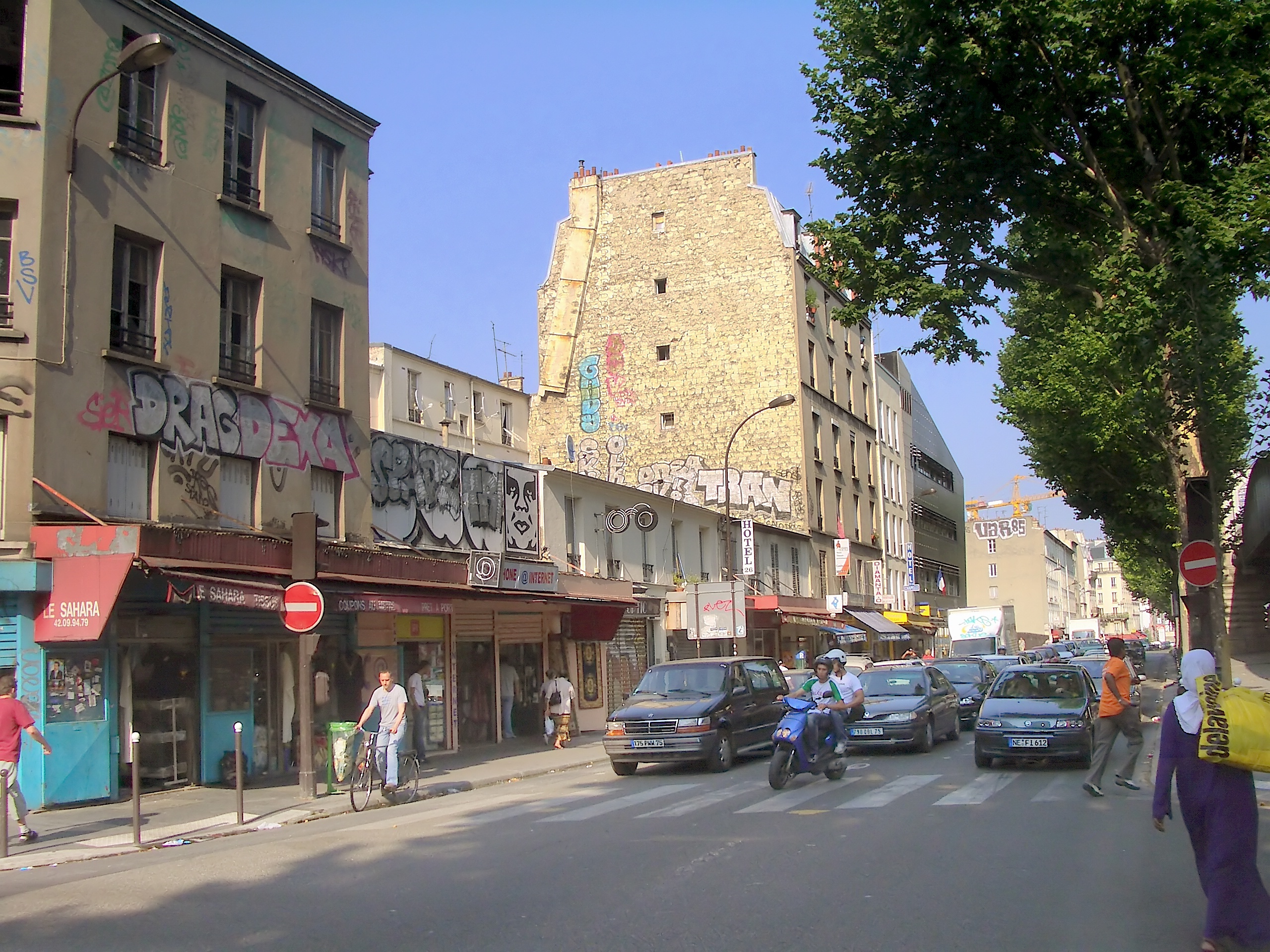
Der Boulevard 2006, Blickrichtung Nordost
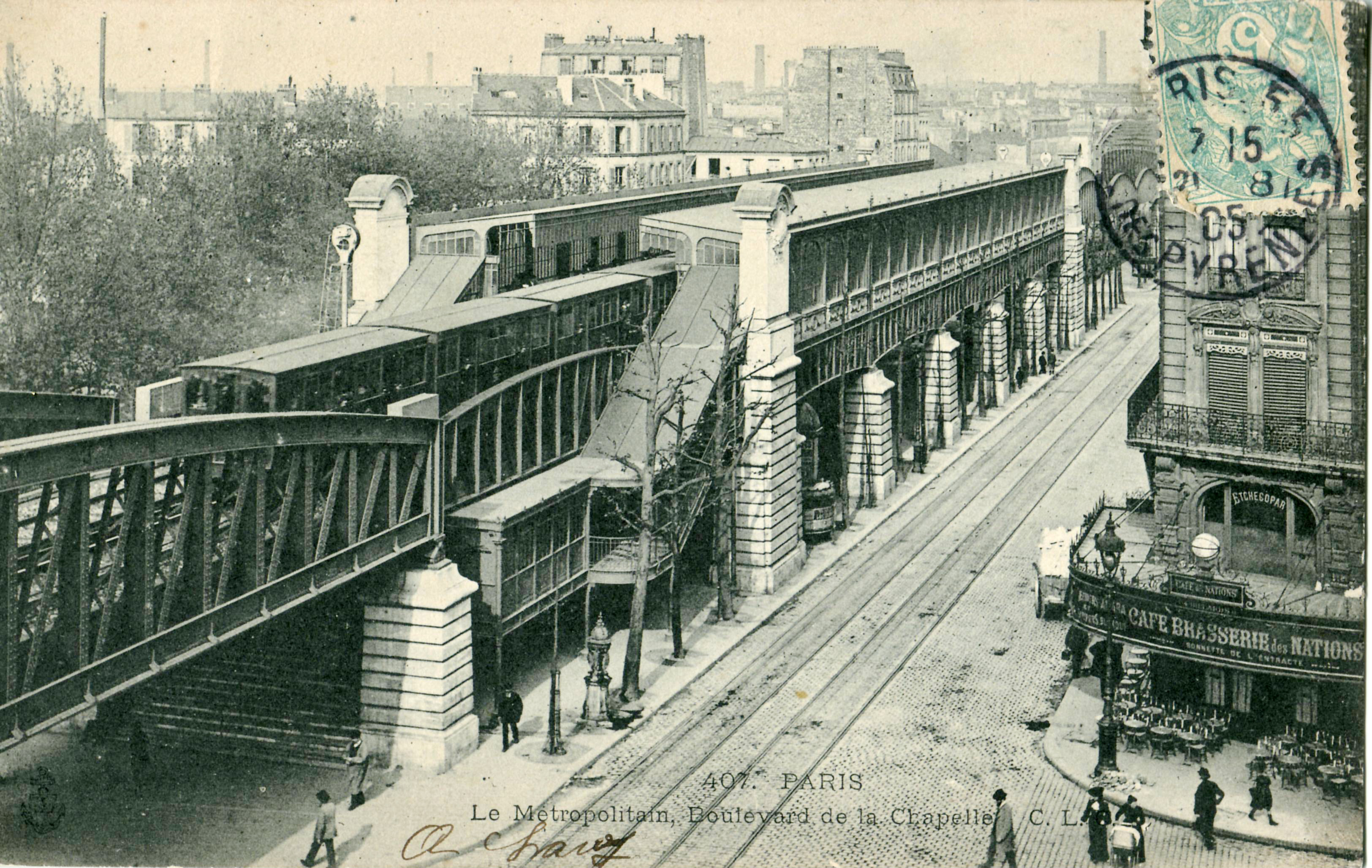
Metrostation La Chapelle mit den Schienen der Compagnie générale des omnibus um 1905